# 尼科·瓦尔特
尼科·瓦尔特（德語：Nico Walther，1990年6月7日—），德国男子雪车运动员。他曾代表德国参加2018年冬季奥林匹克运动会雪车比赛，获得四人银牌和男子双人第四名。